# Medicina
Medicina (emilián nyelven Midgéṅna vagy Migìna) település Olaszországban, Emilia-Romagna régióban, Bologna megyében. Lakosainak száma 16 625 fő (2023. január 1.). Medicina Argenta, Budrio, Castel Guelfo di Bologna, Castel San Pietro Terme, Imola, Molinella és Ozzano dell’Emilia községekkel határos.

## Népesség
A település lakossága az elmúlt években az alábbi módon változott:
| Lakosok száma | 16 744 | 16 768 | 16 625 |
|               | 2017   | 2018   | 2023   |